# Тютюнник Анатолій Валерійович
Анато́лій Вале́рійович Тютю́нник — молодший сержант Збройних сил України. Учасник війни на сході України.

## Нагороди
2 серпня 2014 року — за особисту мужність і героїзм, виявлені у захисті державного суверенітету та територіальної цілісності України, вірність військовій присязі під час російсько-української війни, відзначений — нагороджений орденом «За мужність» III ступеня.